# Punxsutawney, Pennsylvania
Punxsutawney là một thị trấn thuộc quận Jefferson, tiểu bang Pennsylvania, Hoa Kỳ. Năm 2010, dân số của thị trấn này là 5962 người.